# Nigersaurus
Nigersaurus var en dinosaurie som levde i nuvarande Niger i Sahara för 110 miljoner år sedan under yngre krita. Den var på storlek med en T-rex/elefant och livnärde sig genom att beta marken på bland annat ormbunksväxter. Den hade små vassa tänder som den tappade och bytte ut varje månad. 
Den 15 november 2007 presenterade ett team av forskare från University of Chicago den första modellen av denna dinosaurie. Modellen konstruerades delvis efter digitalt behandlad information som samlats in med hjälp av georadar, en metod som var nödvändig då funna lämningar var sköra och därmed svåra att utgräva med traditionella metoder.

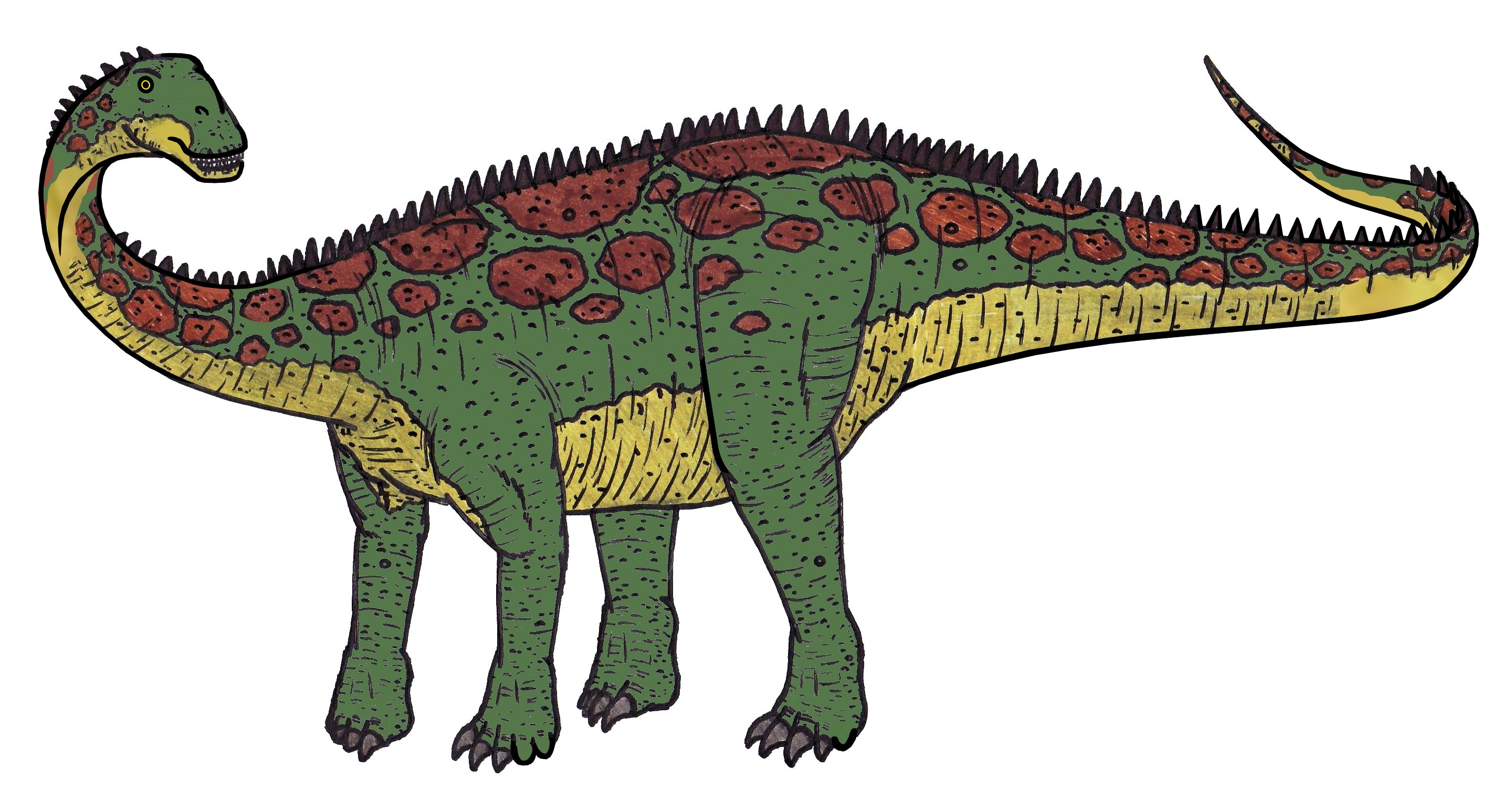
Illustration av Nigersaurus.